# デカンショ節

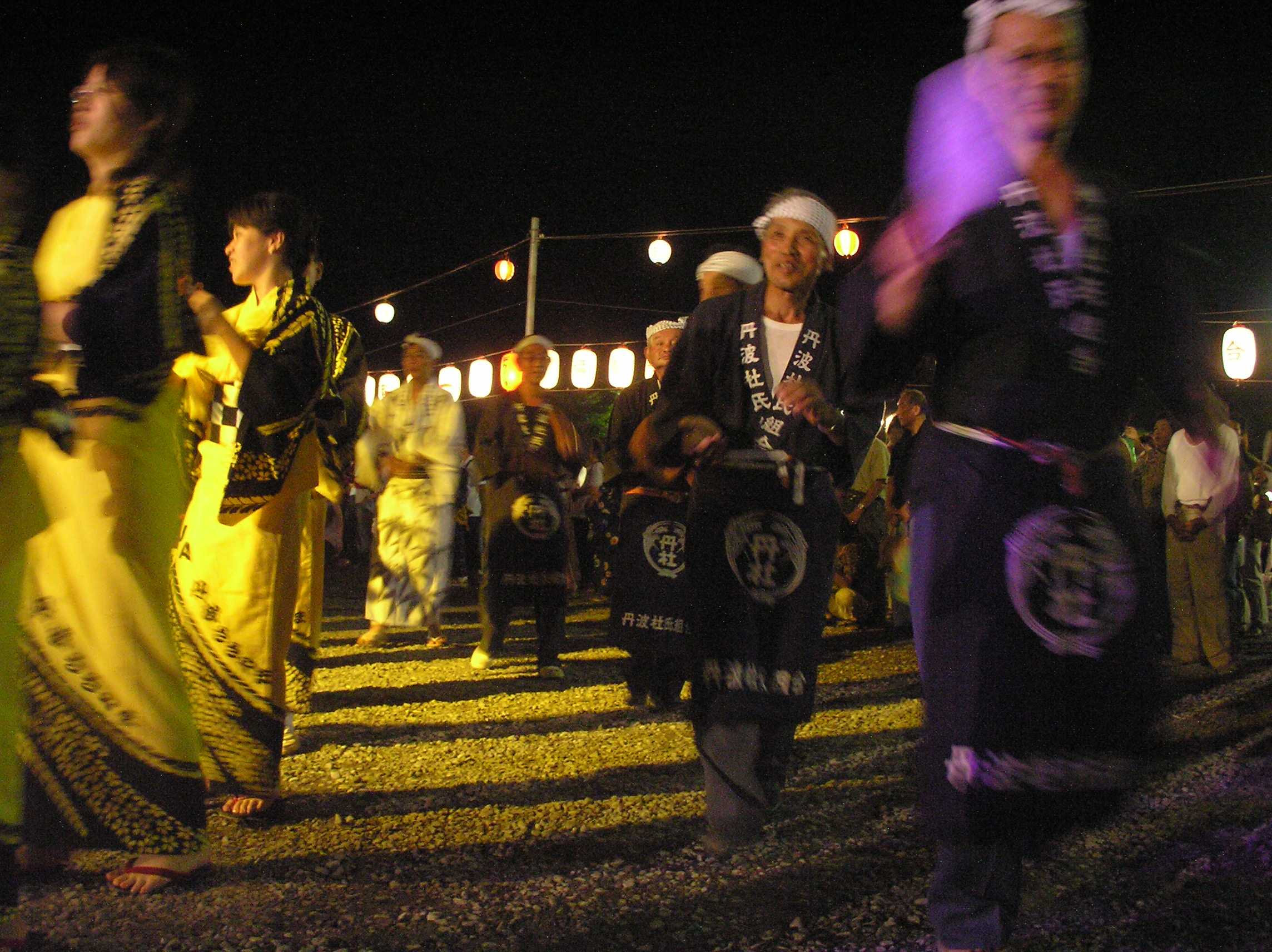
デカンショ節に合わせて踊るデカンショ祭

デカンショ節（デカンショぶし）は、兵庫県丹波篠山市を中心に盆踊り歌として歌われる民謡であり、学生歌としても広く歌われた。篠山節、篠山デカンショ節ということもある。篠山市無形文化財。
2015年（平成27年）4月24日、文化庁により日本遺産の最初の18件の一つとして「丹波篠山 デカンショ節―民謡に乗せて歌い継ぐふるさとの記憶」が選ばれた。

## 歴史
江戸時代から篠山市域で歌われていた「みつ節」が変形したものであると伝えられている。大正時代には、デッコンショ節などとも呼ばれていたようだが、次第にデカンショ節という名称に収斂していった。
デカンショ節が学生歌として全国に普及したきっかけとして、以下のような伝承がある。
旧篠山藩主の青山家は、明治維新後は学問を奨励し、篠山に鳳鳴義塾等の私立の中学校を作り、その中の優秀な者を東京に寄宿舎を作り遊学させた。
篠山からの遊学生は、例年、夏には千葉県の八幡の浜で過ごしていた。1898年（明治31年）の夏、宿泊先の江戸屋の2階で元藩主・青山忠誠の養子・青山忠允をはじめとする篠山出身の若者達が郷土の盆踊り歌を蛮声を張り上げ「デコンショ、デコンショ」とうたっていた。それをたまたま階下に宿泊していた旧制一高の水泳部員の塩谷温達がこの歌を聞きとめ、たちまち気に入り、デカルト、カント、ショーペンハウエルの頭文字をとって「デカンショ節」と名付けて歌ったという。
そこで、一高水泳部員達は、篠山出身の若者たちに付添っていた亘理章三郎（後の東京高等師範学校教授）などから歌の指導をうけ、意気投合した。それを、東京に戻ってからも歌った。これによって多くの学生や若者の共鳴を受けて愛唱されるようになり、全国に広まった。また、デカンショ節の歌詞の多くを亘理章三郎が作成したという伝承もある。
篠山市域での盆踊り歌は、みつ節が衰退し、播州音頭などが中心になっていた。そこへ学生歌として高唱されていたデカンショ節が逆輸入される。戦後は、観光資源としてデカンショ祭をはじめとして積極的に利用されるようになる。これによって、現代ではデカンショ節は丹波篠山市を代表する民謡となっている。
大正時代の普選運動で作られた「デモクラシー節」なる替え唄も存在し、近年、チンドン楽団のソウル・フラワー・モノノケ・サミットがアルバム『アジール・チンドン』で取り上げている。

## 歌詞
デカンショ節は学生歌として広く歌われていたこともあって、さまざまな歌詞が創作され伝わっている。また、デカンショ節の節回し（七・七・七・五、都々逸に同じ）にさえ合うならば、どのような歌詞の創作も可能である。
デカンショ節は学生歌という経歴を持つことから、かけ声の「デカンショ」は、「デカルト」「カント」「ショーペンハウエル」の略であるというよく知られた説もある。他に「出稼ぎしよう」の意味であるなど、諸説ある。
丹波篠山市ウェブサイトの「デカンショ節考」では『篠山町七十五年史』および『篠山町百年史』の二つの町史の記述が引用されており、『七十五年史』は「出稼しよう」と「デカルト・カント・ショーペンハウエル」説を比較して「囃の根拠はむしろ後者にあると考えられる」とし、『百年史』は「ドッコイショ」「徹今宵」「天下将」や方言「デゴザンショ」「デッカイコト」の転訛といったさらに多くの説を紹介した上で特定の由来に絞らず「ハヤシ言葉にすぎず、ことさらに意味を持ち、また持たせる必要もないであろう」という結論としている。
デカンショの意味については、デカルト・カント・ショーペンハウエル説を附会説とするものや、「デコンショ」という盆踊り歌からきたという説明、あるいは「ドッコイショ」の転訛、「出かせぎしょ」「デゴザンショ」の意味をもつという説を紹介するものがある。また、旧味間村の農婦の哀歌（糸紡ぎ歌）「てこんしょてこんしょで半年ァ暮らす、あとの半年ァ泣いて暮らす」が、前述の水泳部員たちによって広まったとの説明もある一方、この歌詞を灘の酒造りに半年出稼ぎする杜氏を指すとしたものもある。
現在、篠山市域で広く歌われている歌詞は以下のように丹波の風物をよみこんだものである。
　　デカンショデカンショで半年暮らす　アヨイヨイ　
　　　　あとの半年ねて暮らす　ヨーオイ　ヨーオイ　デッカンショ　
　　丹波篠山山家の猿が　アヨイヨイ　
　　　　花のお江戸で芝居する　ヨーオイ　ヨーオイ　デッカンショ　
　　酒は飲め飲め茶釜でわかせ　アヨイヨイ
　　　　お神酒あがらぬ神はなし　ヨーオイ　ヨーオイ　デッカンショ　
　　灘のお酒はどなたが造る　アヨイヨイ
　　　　おらが自慢の丹波杜氏　ヨーオイ　ヨーオイ　デッカンショ
　　雪がちらちら丹波の宿に　アヨイヨイ
　　　　猪がとびこむ牡丹鍋　ヨーオイ　ヨーオイ　デッカンショ
　　丹波篠山鳳鳴の塾で　アヨイヨイ
　　　　文武きたえし美少年　ヨーオイ　ヨーオイ　デッカンショ
（この順番ではない時もある）